# Márton Roska
Márton Roska (n. 15 iunie 1880, Cubleșu Someșan, Cluj, Austro-Ungaria – d. 16 iulie 1961, Budapesta, Republica Populară Ungară) a fost un arheolog, etnograf, istoric al antichității și profesor universitar la Debrețin, Cluj și Seghedin.

## Biografie
Márton Roska s-a născut la 15 iunie 1880 în satul Cubleșu Someșan și a crescut la orfelinat. Acesta s-a identificat ca armean transilvănean, originea sa fiind armeană, dar considerând că limba sa maternă este maghiara. 

## Studii
În 1900, după examenul de bacalaureat, a devenit student la Facultatea de Filosofie, Litere și Istorie unde, după un an, a ajuns asistentul lui Béla Pósta. Odată cu apariția școlii de arheologie la Cluj și cercului de elevi din jurul lui Béla Pósta, a început profesionalizarea domeniului arheologic în Transilvania. Registrele de inventare ale publicațiilor și săpăturilor lor pot fi găsite astăzi la Muzeul Național de Istorie a Transilvaniei.

## Activitatea în Transilvania înainte de unirea cu România
Ca și arheolog și istoric, interesul său era cercetarea așezărilor primitive din Ardeal, punând un deosebit accent pe cercetarea perioadei paleolitice și cea a bronzului. Ca și reprezentant al școlii de arheologie de la Cluj, Márton Roska, este autorul mai multor săpături și publicații de o importanță deosebită pentru arheologia secolelor al X-lea și al XI-lea în Transilvania.

## Activitatea după unificarea Transilvaniei cu România
După Unirea Transilvaniei cu România, școala lui Béla Pósta s-a desființat. Mulți dintre elevii săi s-au mutat cu activitatea la Seghedin. Márton Roska însă a rămas la Cluj, unde a devenit asistent la Universitatea Regele Ferdinand I. În 1924 a fost promovat ca șef de lucrări în cadrul Institutului, și mai târziu a devenit membru în Comisiunea Monumentelor Istorice, în secțiunea Transilvaniei.
În 1944 s-a mutat în Ungaria, unde a dus însă lipsă de materialul său arheologic. A murit la 16 iulie 1961.

## Opere
- „Recherches prehistoriques pendant l'année 1924”, în Dacia, I (1924), pp. 297–316
- „Rapport preliminaire sur les fouilles archeologiques de l'année 1925”, ibidem, II (1925), pp. 400–416;
- „Le depot de haches en cuivre de Baniabic”, ibidem, III–IV (1927-1932), pp. 352–355;
- „Le depot de bronze de Lozna Mare”, ibidem, pp. 356–358;
- „Le tombeau celtique de Cristuru Secuiesc”, ibidem, pp. 359–361;
- „Thesaurus antiquitatum Transilvanicarum”, I, Cluj, 1942. (E.C.)